# Painel dos Pescadores (Painéis de São Vicente de Fora)

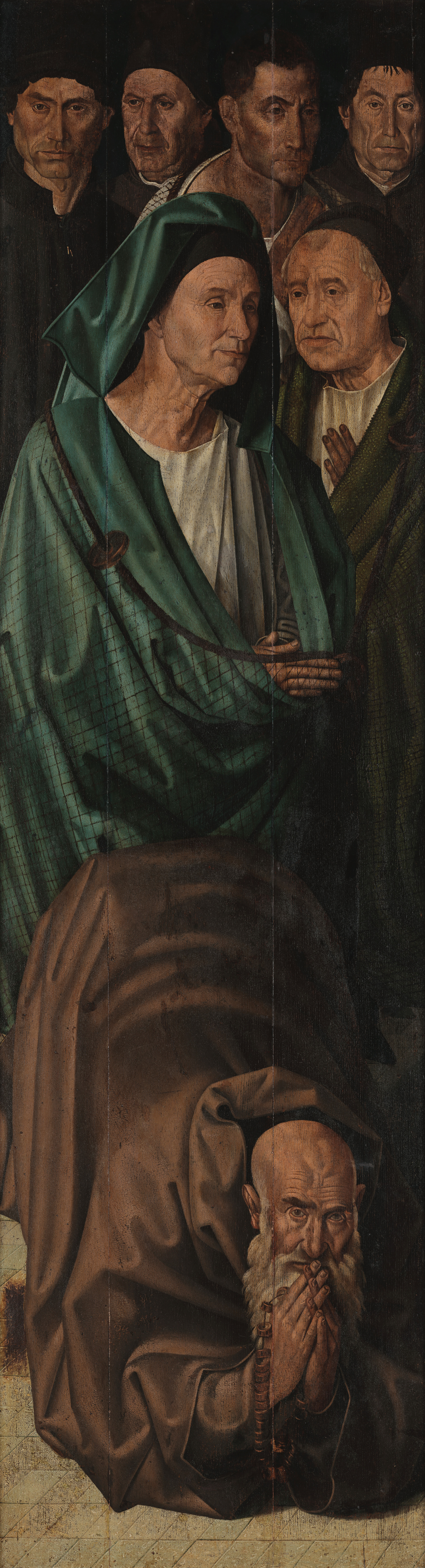
Painel dos Pescadores.

O Painel dos Pescadores é um dos seis que constituem os Painéis de São Vicente de Fora, de Nuno Gonçalves. É o segundo do políptico a contar da esquerda. Nele estão representados pescadores, ou seja, membros povo anónimo, raramente representados em obras desta época. Nota-se por isso uma preocupação social do autor em representar as várias classes socias da época. A referência aos pescadores é contudo indirecta, isto porque se pode tratar de uma alusão aos navegadores portugueses. Inicialmente este painel estava ligado ao dos Cavaleiros, porém, aquando da restauração da obra em 1909, por Luciano Freire, estes dois foram separados.
Existem neste painel três elementos que podem dar uma carga simbólica diferente da esperada depois de serem analisados. Em primeiro lugar deve destacar-se a rede de pesca que envolve três dos sete homens do painel. Esse facto pode ser interpretado de diferentes formas. Num acto de malícia ou apenas de ironia o autor poderia estar a envolver na rede navegadores ilustres referindo-se assim à “pesca humana” levada a cabo em África durante os Descobrimentos. Porém, essa “pesca humana” não se destinava ao navegadores mas sim a escravos negros. Na realidade pode apenas pensar-se que as redes estão assim colocadas porque os pescadores ao transportá-las levavam-nas ao ombro, não transparecendo qualquer tipo de referência maldosa ou não, mas apenas para identificação das personagens como sendo pescadores. Existe no entanto um dado que não pode ser ignorado na análise da rede de pesca; o facto de a malha da rede não ser observável no registo radioscópico do painel pode sugerir que este elemento tenha sido acrescentado posteriormente por outra pessoa que não o autor original. Dessa forma consegue também explicar-se a escassez de pigmentos cromáticos e a técnica rápida e pouco persistente utilizada para pintar tal objecto. De notar ainda que as ter personagens que estão envoltas na rede envergam a cor verde, embora em tonalidades diferentes; as duas figuras que se situam na frente evidenciam com clareza a cor verde das suas vestes, a terceira, atrás destas duas, revela a cor em questão num pequeno pormenor que pode passar despercebido aos mais desatentos. Um triângulo verde claro debaixo do “capuz” da figura central sugere que essa terceira personagem envergue uma toga; pode ser discutido que tal elemento pertece ao tal “capuz”, mas após uma análise ao recorte do mesmo nota-se que seria difícil existir um troço que pendesse de tal forma.
Um segundo elemento a destacar é a figura prostrada vestida de castanho. É de difícil análise a sua posição perante as outras três, vestidas de verde, em primeiro plano, e também o facto de envergar um cor diferente nas suas vestes. Além do mais, o facto de estar a rezar em direção ao observador e não à figura central da obra, a qual deveria ser motivo da sua adoração deixa também algumas dúvidas por esclarecer. Por último ainda há a destacar o Rosário utilizado por essa personagem. As contas todas elas iguais podem apontar para o facto de esse rosário ser feito a partir de vértebras de peixe. De notar a possível sintonia entre as contas desse objecto e as bóias de cortiça da rede de pesca.
Na interpretação da Veneração ao Infante Santo e aos seus companheiros de martírio, este painel é o quarto “IV. A Veneração dos Servidores (6/6/1443)”. Representa, segundo a Crónica do Infante Santo a veneração dos seus servidores próximos, ocorrida no dia seguinte à sua morte. São eles, a partir da frente: o cozinheiro-mor João Vaz, com um burel castanho (identificado pelo “rosário” de vértebras de tubarão e pela posição de bruços) e os três criados da câmara: João Rodrigues, camareiro, Fernão Gil, guarda-roupa, e João Lourenço, aposentador. Nota-se que a rede de pesca representada no Painel resulta de uma adulteração posterior da pintura, não tendo qualquer existência na pintura original dos Painéis como mostraram as radiografias (youtube Novos Painéis de S. Vicente livro).